# Kunsthäuser (Briefmarkenserie)
Kunsthäuser ist eine Dauermarkenserie von Österreich mit anfangs zwölf Werten, die am 1. Mai 2011 erschienen ist und noch frankaturgültig ist. Jede Marke zeigt ein Haus für zeitgenössische Kunst, das durch ihre Architektur und ihre programmatische Ausrichtung internationales Ansehen erlangte, wobei zehn österreichische und zwei internationale Gebäude abgebildet sind. Am 20. Juni wurde ein dreizehnter Wert als Ergänzung verausgabt.

## Gestaltung und Ausführung
Die Marken im Hochformat wurden von Rainer Prohaska entworfen und in 4er- und 10er-Markensets (Markenheftchen) sowie 25er-, 50er- und 100er-Rollen als selbstklebende Marken hergestellt. Insgesamt war eine Auflage von etwa 80.000.000 Stück geplant.

## Besonderheiten
Die vorhergehende Dauermarkenserie der österreichischen Post war die Ausgabe Blumen.
Bei dieser Ausgabe wurden erstmals bei österreichischen Dauermarken selbstklebende Marken verwendet.
Dem Grafiker gelang hier eine stark reduzierte, grafische Umsetzung, wobei er die Bauwerke in feinen Strichen präsentiert.
Erstmals wurde bei dieser Ausgabe eine farbliche Gestaltung des Hintergrunds gewählt, die dem Anwender eine leichtere Zuordnung zu den einzelnen Tarifgruppen geben soll.
Es wurden auch hier erstmals gleichzeitig mehrere Ausgaben mit gleichen Werten verausgabt.
Philatelisten beklagen sich darüber, dass die Marken nicht mehr einzeln gekauft werden können, sondern nur mehr als teure 4er- und 10er-Markensets (Markenheftchen) sowie 25er-, 50er- und 100er-Rollen zu erhalten sind. Kritisiert wird auch die billige Herstellung der Marke, die im Gegensatz zu den sehr hochwertigen Marken der vorherigen Ausgaben steht.

## Liste der Ausgaben
| Werte in Eurocent | Motiv                                                 | Farbe                       | Ausgabedatum  | Auflagenzahl | ANK-Nummer | Michel-Nummer |
| ----------------- | ----------------------------------------------------- | --------------------------- | ------------- | ------------ | ---------- | ------------- |
| 5                 | Museum Liaunig in Neuhaus                             | schwarz auf farbigem Papier | 20. Juni 2011 | 2.500.000    | 2971       | 2942          |
| 7                 | Ars Electronica Center in Linz                        | schwarz auf farbigem Papier | 1. Mai 2011   |              | 2950       | 2935          |
| 62                | Kunsthaus in Bregenz                                  | schwarz auf farbigem Papier | 1. Mai 2011   |              | 2951       | 2936          |
| 62                | Kunsthaus in Graz                                     | schwarz auf farbigem Papier | 1. Mai 2011   |              | 2952       | 2937          |
| 62                | Kunsthalle in Krems                                   | schwarz auf farbigem Papier | 1. Mai 2011   |              | 2953       | 2938          |
| 62                | MUMOK-Museum moderner Kunststiftung Ludwig in Wien    | schwarz auf farbigem Papier | 1. Mai 2011   |              | 2954       | 2939          |
| 70                | Lentos Kunstmuseum in Linz                            | schwarz auf farbigem Papier | 1. Mai 2011   |              | 2955       | 2940          |
| 70                | Museum der Moderne in Salzburg                        | schwarz auf farbigem Papier | 1. Mai 2011   |              | 2956       | 2941          |
| 90                | Essl Museum in Klosterneuburg                         | schwarz auf farbigem Papier | 1. Mai 2011   |              | 2957       | 2942          |
| 90                | Forum Stadtpark in Graz                               | schwarz auf farbigem Papier | 1. Mai 2011   |              | 2958       | 2943          |
| 145               | Kunsthalle Wien – Projekt Space am Karlsplatz in Wien | schwarz auf farbigem Papier | 1. Mai 2011   |              | 2959       | 2944          |
| 170               | MAK Center Schindler Case House in Los Angeles        | schwarz auf farbigem Papier | 1. Mai 2011   |              | 2960       | 2945          |
| 340               | Austrian Cultural Forum in New York                   | schwarz auf farbigem Papier | 1. Mai 2011   |              | 2961       | 2946          |

Die Marken wurden
- a: aus Bögen (0,05 €),
- b: aus Rollen (0,07, 0,62 € (Kunsthaus Graz), 0,70 und 0,90 €),  sowie
- c: in Form von Markenheftchen (4 oder 10 Stk.), 0,62 € (Kulturhaus Bregenz), 0,62 € (Kunsthaus Krems), 0,62 € (Kunsthaus Graz), 0,70, 0,90, 1,45, 1,70 und 3,40 €

abgegeben.
Die Erstauflage 2011 erschien ohne den Eindruck des jeweiligen Architekten. Mit dem späteren Eindruck des Architekten, mit Ausnahme der Werte zu 0,05, 0,07, 0,62 € (Heftchen Bregenz und Krems) und 1,45 € Wien, legte die Post die Marken neu auf. Sie erreichte damit auch eine Umsatzsteigerung bei den Abo-Kunden.
Der Wert zu 1,45 € (Wien) erfolgte später mit neuen Bild (Hittisau) und nur mit Eindruck des Architekten.
Zähnung:
- Der Wert zu 0,05 € (Bogen) erschien mit einer K 14.
- Alle anderen Werte gestanzt mit einer Zähnungsähnlichkeit zu 13 1/4.

Ausnahme:
- Vom Wert zu 0,07 und 0,62 € Kunsthaus Graz erschienen je 2 Zähnungstypen, A – zähnungsähnlich gestanzt zu 13 1/4 und B – wellenförmig gestanzt zu 13 3/4 : 14.
- Der Wert zu 0,62 € Kunsthaus Graz in der Ausnahmezähnung B ist sehr selten; Die Type B unterscheidet sich gegenüber der Type A durch eine erkennbar unterschiedliche Größe (größer!).